# مریل (ویسکانسین)
مریل، ویسکانسین  (به انگلیسی: Merrill) شهری در شهرستان لینکولن ایالت ویسکانسین است که در سال ۱۸۸۳ بنیان‌گذاری شده‌است. این شهر طبق سرشماری سال ۲۰۱۰ میلادی ۹٬۶۶۱ نفر جمعیت داشته‌است.

## نگارخانه

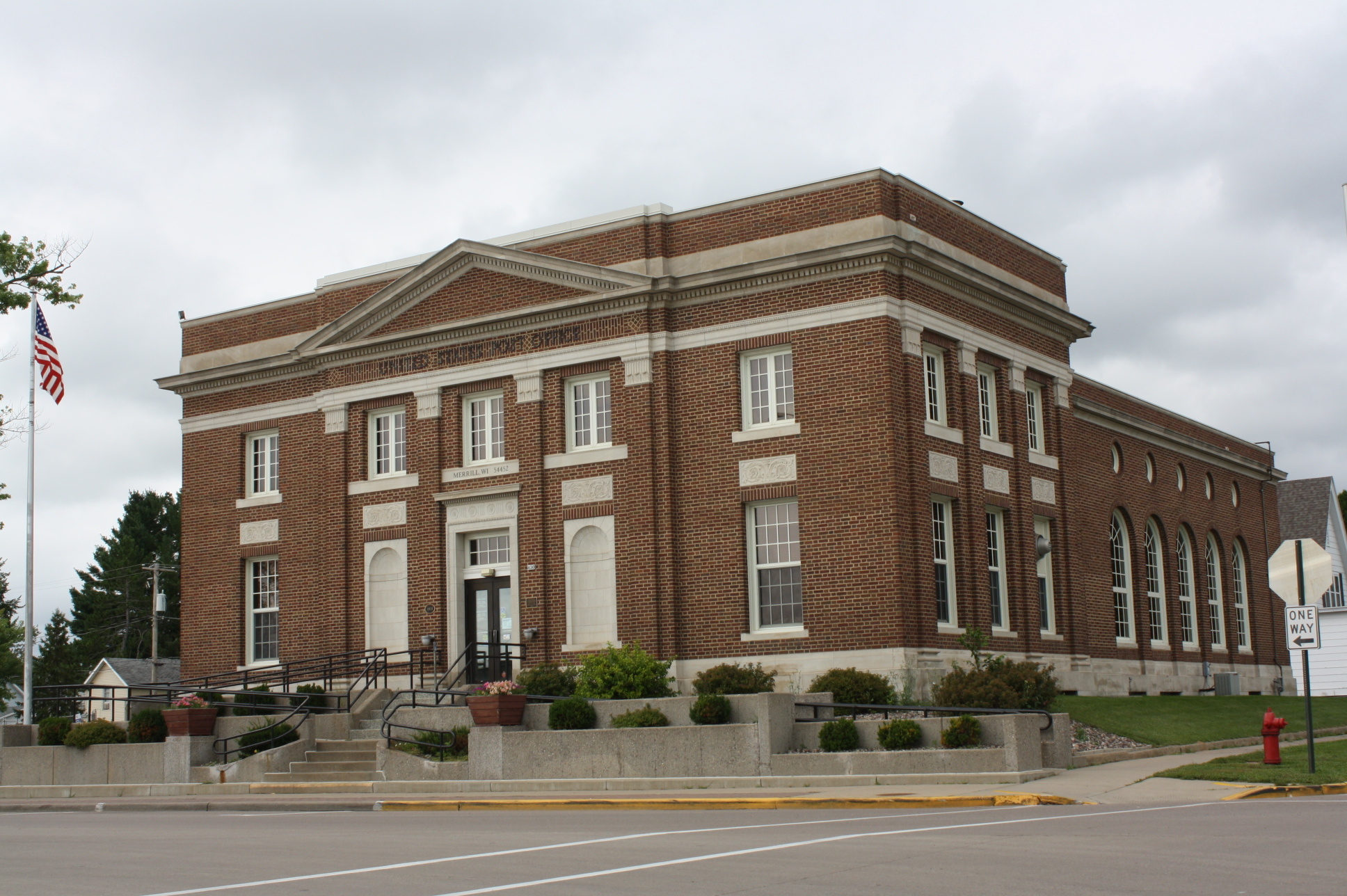
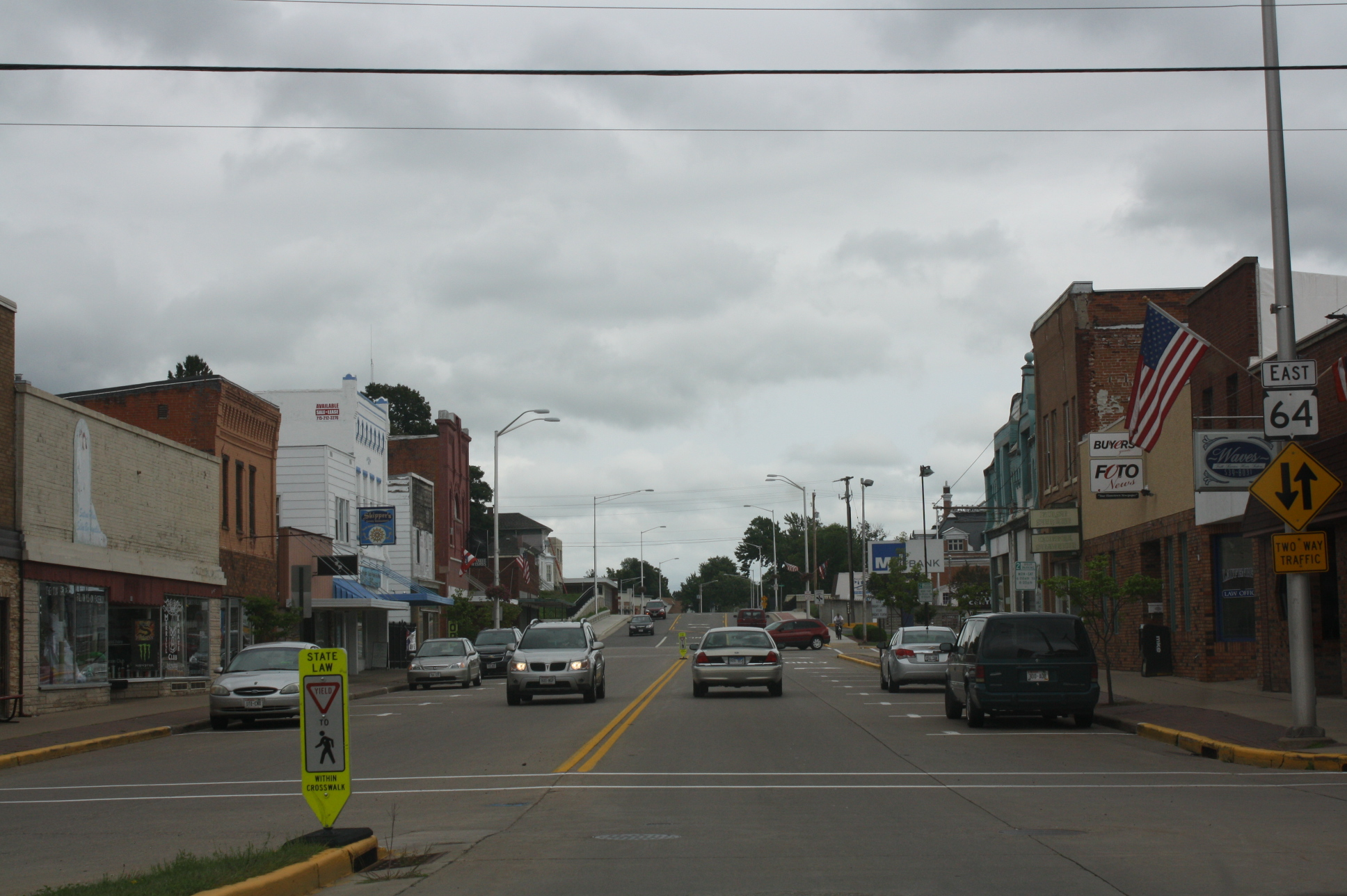
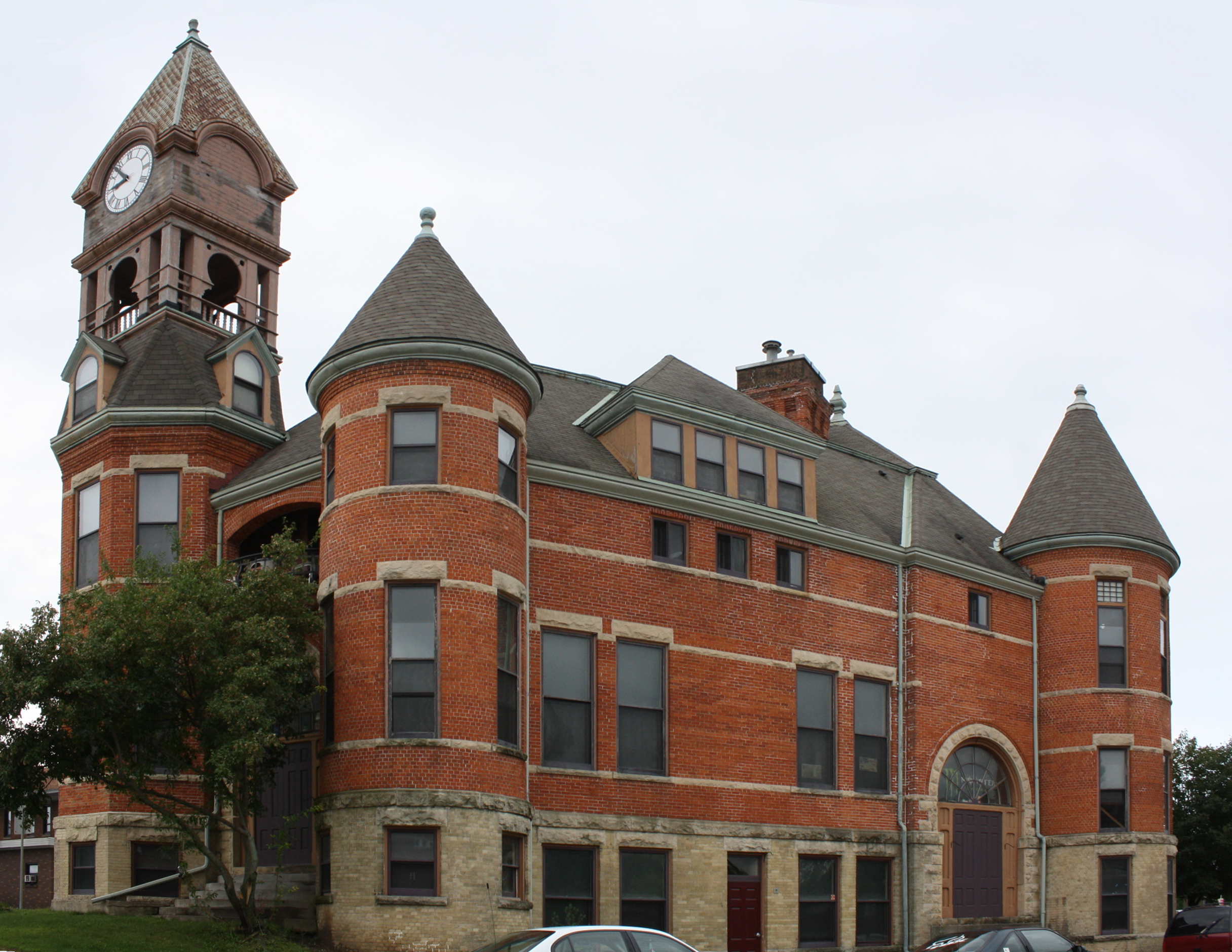
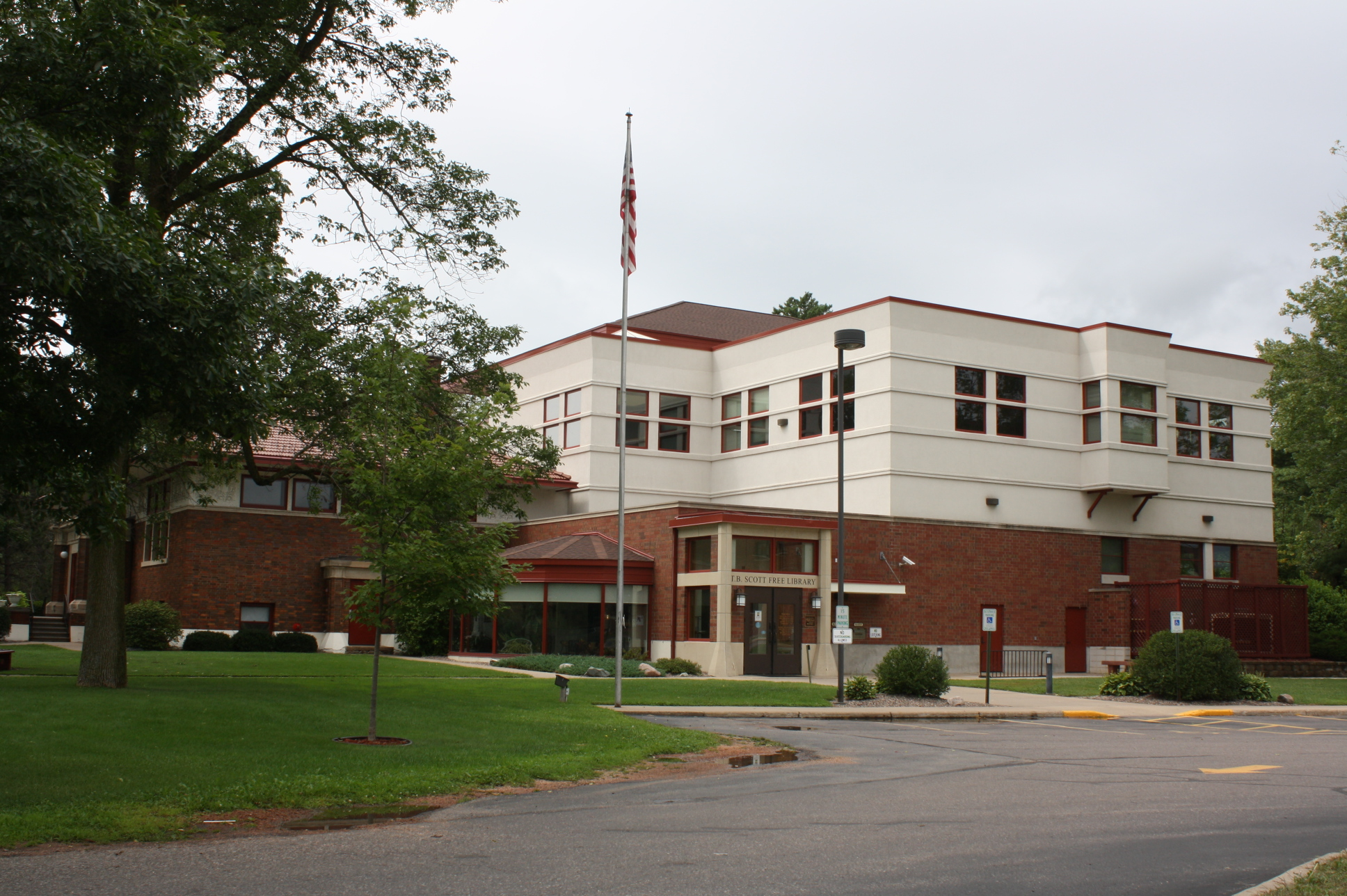
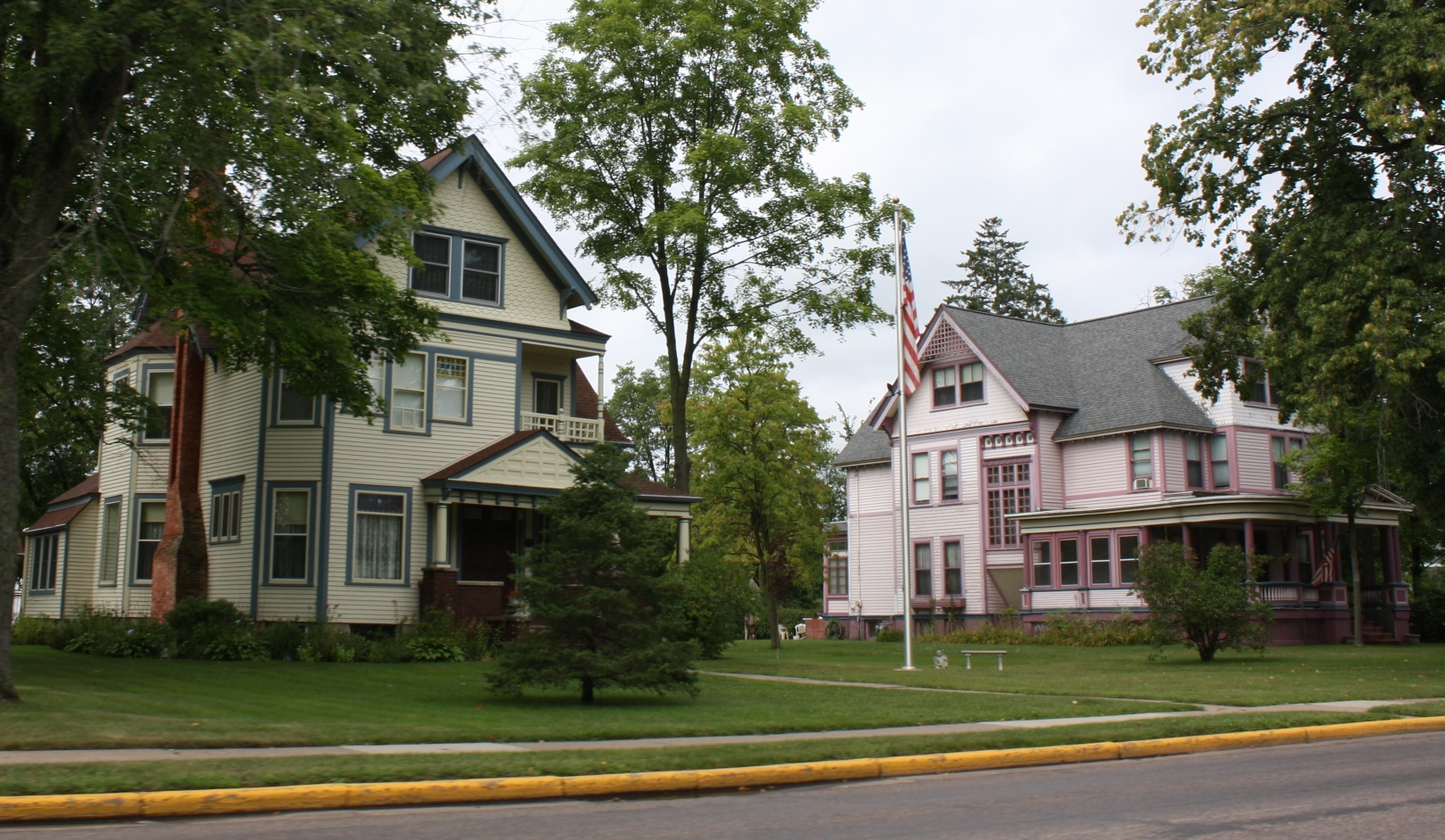
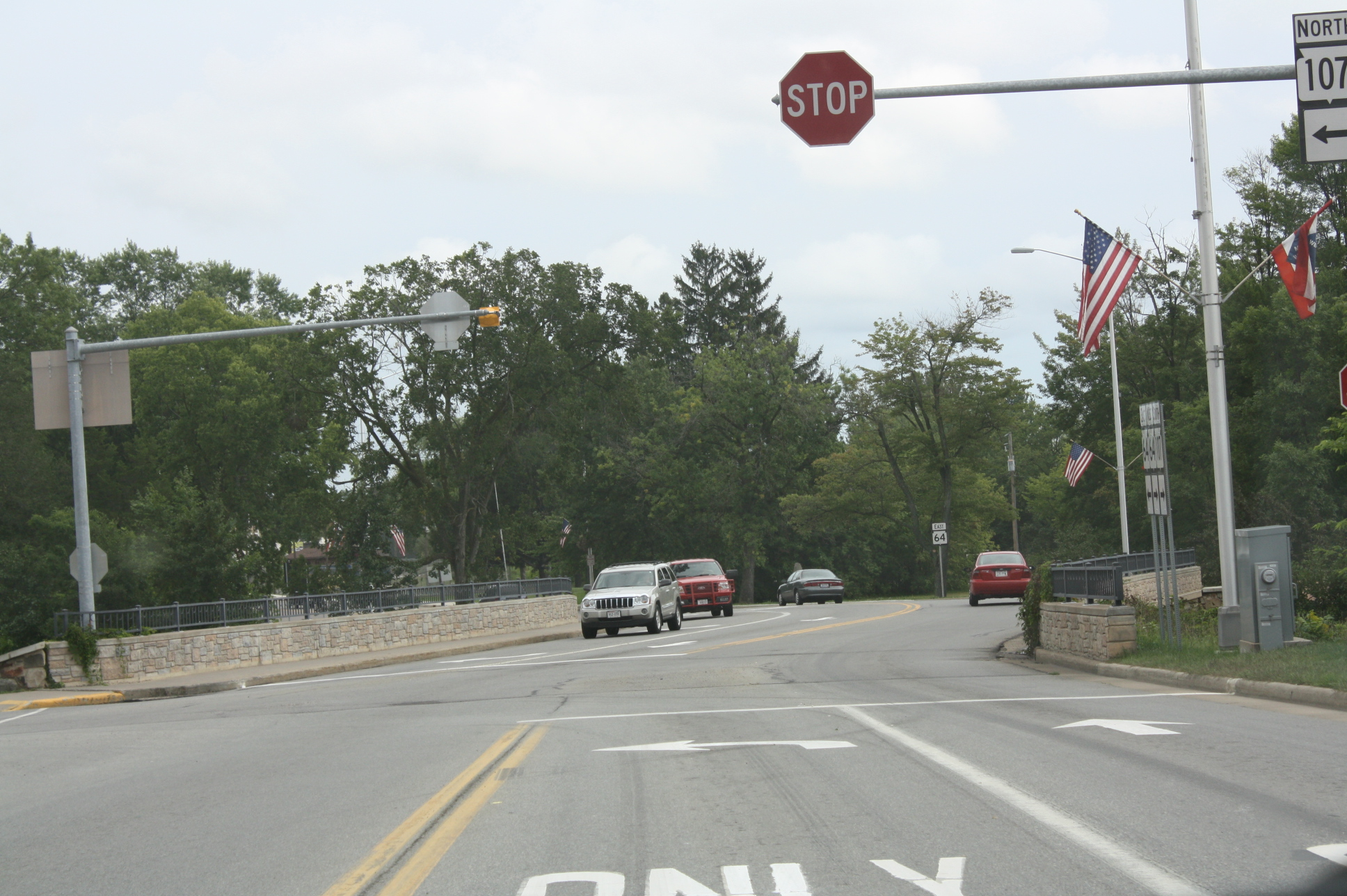